# Население на Мадагаскар
Населението на Мадагаскар според последното преброяване от 1993 г. е 12 238 914 души.

## Численост
Численост на населението според преброяванията през годините:
| Година | Численост  |
| 1993   | 12 238 914 |

## Възрастова сткруктура
(2006)
- 0-14 години: 45% (мъжe 3 504 562 / жени 3 481 056)
- 15-64 години: 52% (мъжe 3 964 564 / жени 4 052 056)
- над 65 години: 3% (мъжe 237 691 / жени 266 543)

## Коефициент на плодовитост
- 2006 – 4,78
- 2000 – 5,28

## Езици
Официални езици в Мадагаскар са малагашки, френски и английски.

## Религия
- 52% – местни религии
- 41% – християни
- 7% – мюсюлмани